# Henri de Saint-Sulpice
 (janvier 2011).
Si vous disposez d'ouvrages ou d'articles de référence ou si vous connaissez des sites web de qualité traitant du thème abordé ici, merci de compléter l'article en donnant les références utiles à sa vérifiabilité et en les liant à la section « Notes et références ».
Henri de Saint-Sulpice fut l'un des mignons du roi Henri III. Cousin d'un autre mignon Jacques de Caylus.

## Biographie
En 1573, il participe au siège de la Rochelle, sous la direction du duc d'Anjou, futur Henri III. En septembre 1575 il est nommé baron de Saint-Sulpice.
En janvier 1576 il devient capitaine des Cent chevau-légers de la garde.
Il épouse le 25 février 1576, Catherine de Carmaing de Nègrepelisse. Le 20 décembre 1576, Saint-Sulpice, ami du roi, fut assassiné par un commensal du duc d'Anjou (Henri III - Jean-François Solnon page 226). 